# Kentropyx
Kentropyx is een geslacht van hagedissen dat behoort tot de familie tejuhagedissen (Teiidae).

## Naam
De groep werd voor het eerst wetenschappelijk beschreven door Johann Baptist von Spix in 1825. Oorspronkelijk werd de geslachtsnaam Centropyx gebruikt.

## Verspreiding en habitat
De verschillende soorten komen voor in grote delen van Zuid-Amerika en leven in de landen Argentinië, Bolivia, Brazilië, Colombia, Ecuador, Frans-Guyana, Guyana, Peru, Suriname, Trinidad en Venezuela. Er zijn negen soorten, alle soorten zijn dagactieve bodembewoners die leven in bossen. De hagedissen kunnen ook worden aangetroffen op drijvende waterplanten zoals watersla (Pistia stratiotes).

## Soortenlijst
| Naam                   | Auteur                  | Verspreidingsgebied                                                     |
| ---------------------- | ----------------------- | ----------------------------------------------------------------------- |
| Kentropyx altamazonica | Cope, 1875              | Brazilië, Bolivia, Colombia, Ecuador, Peru, Venezuela                   |
| Kentropyx borckiana    | Peters, 1869            | Barbados, Frans-Guyana, Guyana, Suriname                                |
| Kentropyx calcarata    | Spix, 1825              | Bolivia, Brazilië, Frans-Guyana, Guyana, Suriname, Venezuela            |
| Kentropyx lagartija    | Gallardo, 1962          | Argentinië                                                              |
| Kentropyx paulensis    | Boettger, 1893          | Bolivia, Brazilië                                                       |
| Kentropyx pelviceps    | Cope, 1868              | Bolivia, Brazilië, Colombia, Ecuador, Peru                              |
| Kentropyx striata      | Daudin, 1802            | Brazilië, Colombia, Frans-Guyana, Guyana, Suriname, Trinidad, Venezuela |
| Kentropyx vanzoi       | Gallagher & Dixon, 1980 | Bolivia, Brazilië                                                       |
| Kentropyx viridistriga | Boulenger, 1894         | Argentinië, Bolivia, Brazilië, Paraguay                                 |